# 二十三烷
二十三烷（英語：tricosane）是含有23個碳原子的直鏈烷烴，化學式為C23H48，外觀為無色、透明的蠟狀固體。它理论上存在5731580种同分异构体。它可由戊基溴化镁和1-碘十八烷在四氢呋喃中反应得到。12-二十三酮和氢气反应，也会有二十三烷生成。